# 오리온자리 29
오리온자리 29는 태양으로부터 약 157 광년 거리에 위치한 항성이다. 천구 적도의 오리온자리에 위치하여 우리에게 보여진다. 바이엘 우라노메트리아에서 이 별은 오리온자리 오른쪽 부츠의 정점을 나타내는 두 별 중 하나다. 바이어 명명법으로는 오리온자리 e이며, 오리온자리 29의 명칭은 플램스티드 명명법으로 붙여진 이름이다. 이 항성은 맨눈으로 볼 수 있으며 겉보기 등급은 +4.13으로 희미한 노란색 빛의 항성으로 관측된다. 그것은 -18km/s의 태양 중심 방사 속도로 지구에 가까워지고 있다.
이것은 G8IIIFe-0.5 분광형을 가진 거성 으로,  중심부 의 수소 공급을 소진하고 주계열성에서 멀어져 진화했다. 이 별의 분광형 G8III 뒤에 있는 접미사 표기법은 이 별의 스펙트럼에 철분이 약간 부족함을 나타낸다. 그것은 레드클럼프 거성으로, 수평거성열 단계에 있으며 핵에서 헬륨 핵융합 과정을 통해 더 무거운 원소로 합성함으로써 에너지를 생성하고 있음을 의미한다. 이 별의 질량은 태양질량의 2.33배이고 태양 반지름의 10.36배까지 팽창되었다. 표면 온도는 4,852 켈빈 정도의 유효온도로, 이 항성에서 확대된 광구로 인하여 태양 광도의 약 71배를 방출하고 있다.